# Panulirus japonicus
Panulirus japonicus är en kräftdjursart som först beskrevs av Von Siebold 1824.  Panulirus japonicus ingår i släktet Panulirus och familjen Palinuridae. IUCN kategoriserar arten globalt som otillräckligt studerad. Inga underarter finns listade i Catalogue of Life.

## Bildgalleri

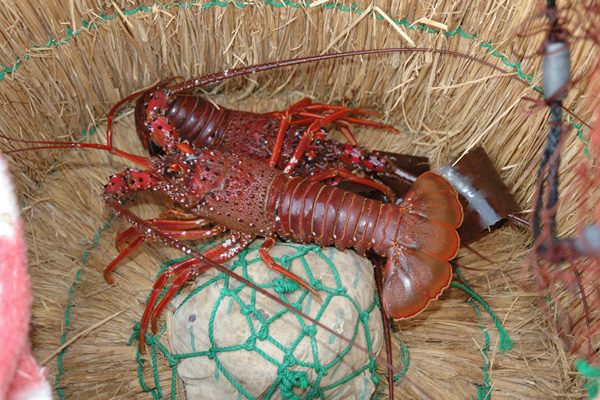
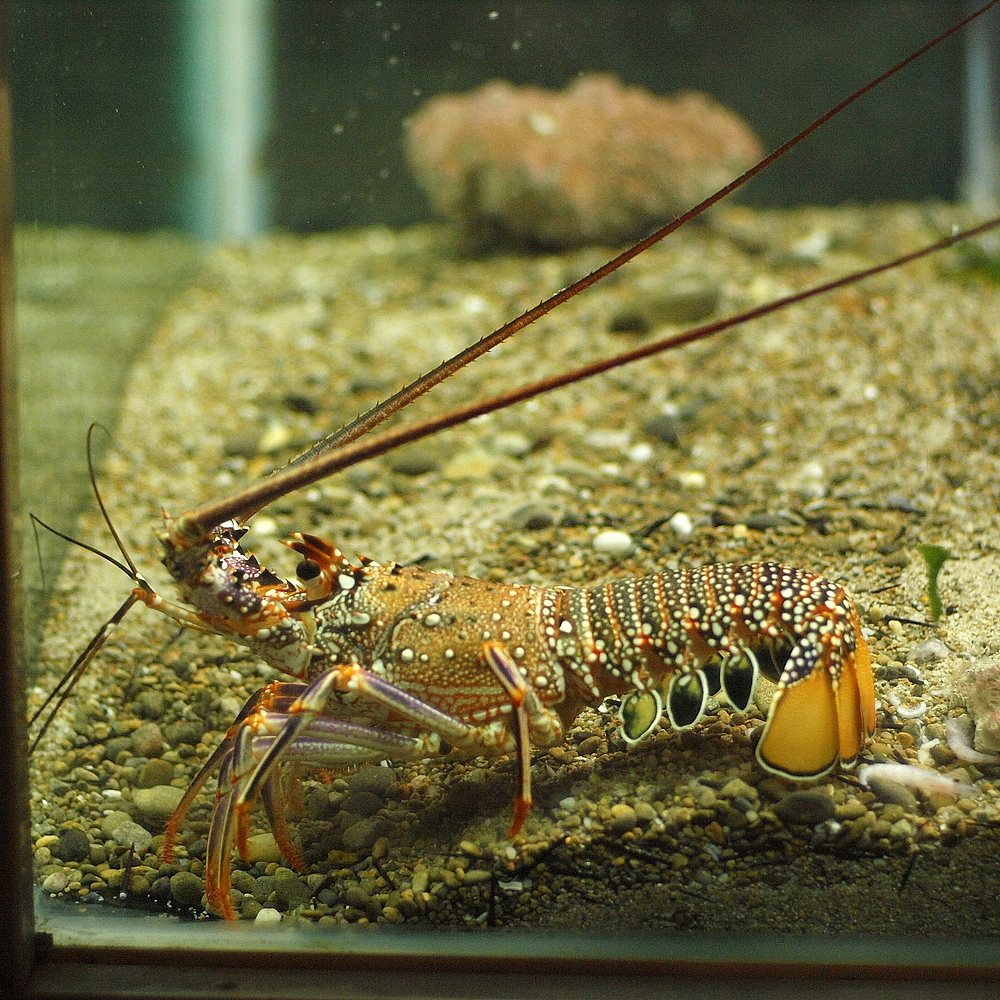
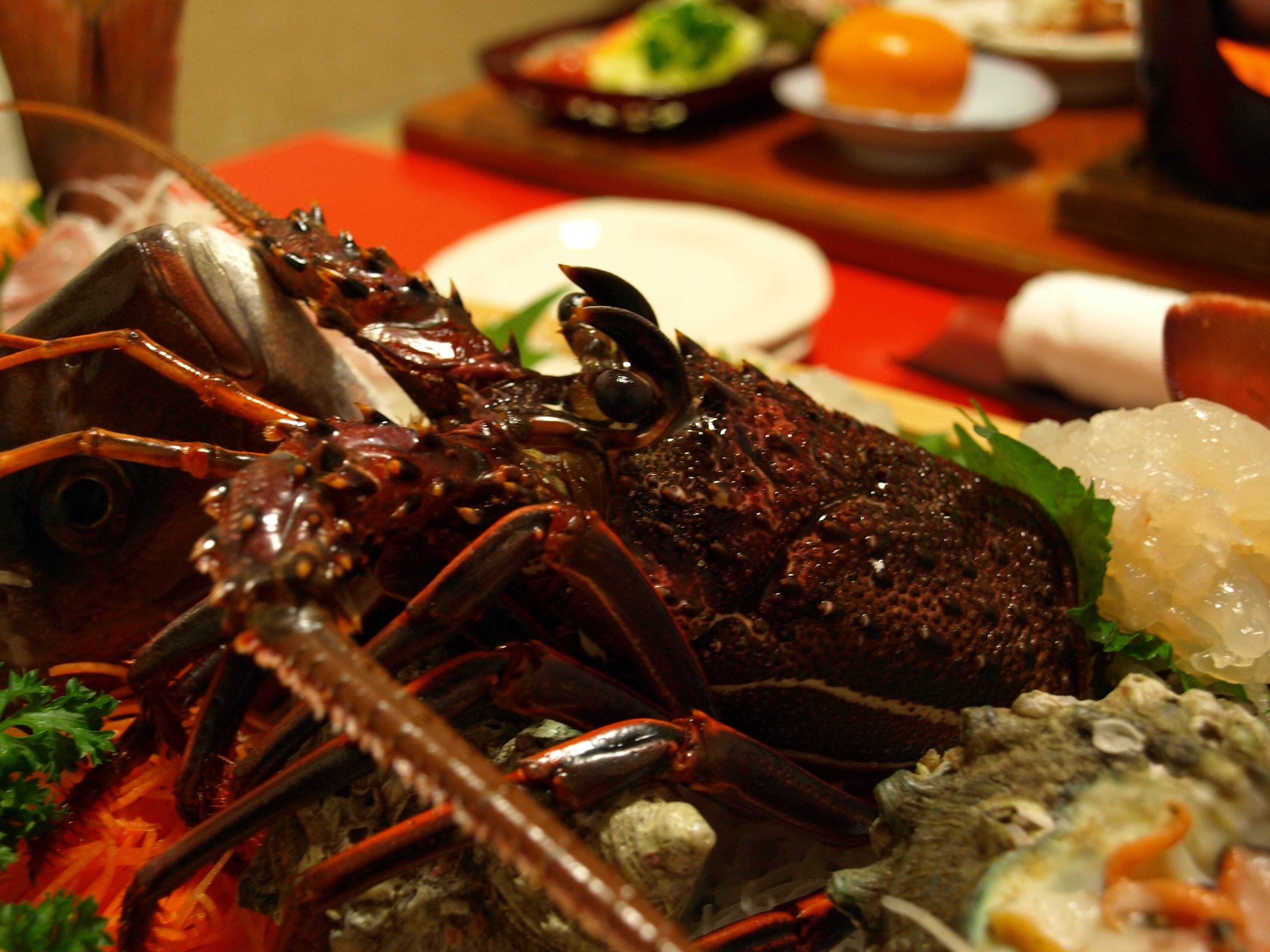